# Austrachelas natalensis
Austrachelas natalensis är en spindelart som beskrevs av Lawrence 1942. Austrachelas natalensis ingår i släktet Austrachelas och familjen flinkspindlar. Inga underarter finns listade.